# Buikdenning
De buikdenning, ook wel denning en in het vlaams buiting genoemd, is de vlakke vloer van het laadruim van een schip, de laadvloer. Als hij van hout is, ligt hij los. Als hij van staal is, is hij vastgelast. Bij de tussenvorm ligt de azobé vloer nog onder de stalen denning, die daardoor dunner (5 mm) kan zijn. 
Het ruim van houten schepen was aan de binnenzijde voorzien van een wegering en een buikdenning, zodat ladingrestanten niet tussen de spanten vielen en opgeveegd konden worden. Daarbij was belangrijk, dat aansluitend aan de denning trimvulling werd toegepast. Trimvulling: een iets schuin oplopende vulling tussen de buikdenning en de zijde van het schip. Aanvankelijk waren het pasplanken van hout, later beton en tegenwoordig van staalplaat. 
Oorspronkelijk bestond de buikdenning uit planken van vurenhout, later werd dat Amerikaans Grenen (pitchpine), grijn of eiken. Men is in de jaren 70 van de 20ste eeuw in verband met de slijtvastheid tropisch hard hout azobé gaan gebruiken, al kwam toen ook al de stalen buikdenning meer in zwang. Ook Jeng-teak kwam voor.  Het hout werd geleverd in dikten van 4 of 5 cm, eventueel geschaafd op 38 of 48 mm dikte, in vallende breedten van 15 - 30 cm. De planken werden passend gemaakt en de laatste twee werden schuin tegen elkaar gezet en er in geklikt. 
Opvallend was de nauwkeurigheid waarmee de houten buikdenning was dichtgemaakt. Door het drogen van het hout ontstonden kieren en gaten, die werden dichtgestopt met eikenhouten of grenen plankjes en latjes van 5 à 10 mm. Men deed alle mogelijke moeite om te voorkomen dat het lekwater tussen de spanten met de lading in contact kwam of anderzijds de lading tussen de inhouten of spanten terecht kon komen.
Bij het laden van staal rollen en pakken ijzer sneuvelde er weleens een plank als het stuwhout slecht geplaatst werd. Ook met zware grijpers kon dit weleens gebeuren. Een oplossing hiervoor kwam in de vorm van scheepsbouwstaal ST52-3 van 12 tot 14 mm dikte, tegenwoordig ook wel als slijtvast staal (handelsnaam Hardox) uitgevoerd. 
Bij zandschepen zit er in het midden van de buikdenning een spleet van twee hoekprofielen met een ruimte ertussen, die is afgedekt met een soort breiwerk van kokos of touw. Het water dat uit het zand zakt loopt zo onder de buikdenning en kan worden weggepompt.